# Behaviorista elméletek
A behaviorista megközelítés az, amit szociális tanuláselméletnek vagy szociális kognitív megközelítésnek neveznek.

## A tanulási folyamatok szerepe
A szociális tanulást az operáns kondicionálás és az ahhoz kapcsolódó folyamatok speciális eseteként kezeljük.
A tanult viselkedést kontrolláló megerősítők is lehetnek közvetlenek, megfigyeltek vagy saját magukra mértek.
Ha a személy ugyanarra a válaszára sok különböző helyzetben jutalmat kapott, generalizáció megy végbe, amely biztosítja, hogy ugyanaz a viselkedés sokféle helyzetben megjelenjen.
A szociális tanuláselmélet hívei megkérdőjelezik az emberek vonásokkal történő jellemzésének jogosságát, mivel ezek elfedhetik a viselkedés helyzetek közötti változékonyságát.

## Az egyéni különbségek kognitív változói
Julian Rotter bevezetett kognitív változókat 1954-ben és Albert Bandura szociális kognitív elméletnek nevezi a behaviorista megközelítés általa kidolgozott változatát. Az ő elmélete kölcsönösen meghatározottságot hangsúlyoz, amelyben a viselkedés külső meghatározói és belső meghatározói összefonódó rendszert alkotnak, amely a viselkedést, a rendszer egyéb tényezőit befolyásolja.

## A konzisztenciaparadoxon
A szociális tanuláselmélet kérdőjelezi meg, hogy az emberek a különböző helyzetekben konzisztensen viselkednek. Ez teszi lehetővé azt az elképzelést, hogy az embereknek személyiségjegyeik vannak. Amikor a nyílt viselkedés következetlennek is tűnik, a pszichoanalitikus elmélet akkor is feltételezi, hogy mindkét viselkedést konzisztens tudattalan motivációk magyarázzák.
A konzisztenciaproblémát empirikusan vizsgálták. Ezek közül legismertebb Hartsorne és May klasszikus vizsgálata. 11 000 általános és középiskolás diákot viselkedéses teszteknek vetették alá. A különböző helyzetekben tanúsított viselkedések közti korreláció igen alacsonynak bizonyult. Átlagos korreláció 0,23 volt. Az ilyen alacsony korrelációk vezették a Hartshorne és May szerződéspárost arra, hogy sem a becsületesség, sem a becstelenség nem tekinthető egységes jellemvonásnak.
A vitát Walter Mischel élesztette fel. Mischel arra a következtetésre jutott, hogy az emberek viselkedése helyzetről helyzetre nagyon változékony. Korrelációk a legtöbb vizsgálatban rendszerint 0,30-nál kisebbek.
A paradoxon, amely fenntartja ezt a vitát, és megmagyarázza tartósságát, a következő: intuícióink szerint az egyének konzisztensek, a kutatások szerint pedig nem.
Háromféleképpen próbáltak a konzisztenciaparadoxonra válaszolni:

## Aggregációs megoldás
A konzisztenciaparadoxon első megoldása egy módszertani érvre alapozódik. A tesztbe foglalt tételek számának emelésével az egész teszt megbízhatósága emelkedik. A Wechsler-intelligenciateszt két tétele közti korreláció mintegy 0,16. Pontosabb kép nyerhető, ha ugyanannak a vonásnak többfajta viselkedéses mutatóját kombináljuk, és ezzel az összesített pontértékkel dolgozunk. Hartshorne és May sokkal magasabb korrelációs értékeket kaptak, amikor ilyen összesített pontértékeket használtak.
Az összesítés módszere a vonások időbeli stabilitásának bemutatására is alkalmazható. A vonások igen jelentős konzisztenciájára bukkanhatunk, ha eléggé nagy viselkedésmintával dolgozunk. Az összesítésen alapuló megoldás egy másik paradoxont is megold. 

## Személycentrikus megoldás
A konzisztenciaparadoxon másik megoldása fogalmi jellegű, és azt állítja, hogy intuícióink hívebben ragadja meg a személyiség valóságát, mint a kutatás. A megoldás Gordon Allport  vonáselméleti megközelítés, amely az egyéneket a vonások egy közös készletén keresztül hasonlítja össze, nem képes a személy egyediségét megragadni. Ehhez a vonások egyéneken belüli egyedi konfigurációjára kellene összpontosítani. Az emberek közötti lényeges különbségek abban vannak, hogy mely vonások játszanak központi szerepet személyiségük szerveződésében.
Az első stratégiát vonáscentrikus megközelítésnek, az Allport által javasolt stratégiát pedig személycentrikus megközelítésnek fogjuk nevezni. A legfontosabb különbséget jól szemlélteti Allport válasza a Hartshorne és May eredményeire, mely szerint az általuk megfigyelt gyermekek nem voltak konzisztensen becsületesek vagy becstelenek a különböző helyzetekben. Az alacsony korrelációk csak azt bizonyítják, hogy a gyerekek nem ugyanolyan módon konzisztensek. Allport megjegyezte, hogy a gyerekek önmagukhoz képest nem inkonzisztensek, csak a kutató elmélethez képest. Figyeljük meg hogyan kezdünk neki egy barátunk jellemzésének. Nem valószínű, hogy úgy jellemezzük, mint aki konzisztensen lelkiismeretes. Ehelyett először megpróbáljuk viselkedésének egy mintázatát azonosítani.

## Interakciós megoldás
A konzisztenciaparadoxon interakcionista megoldása azt a személyiségpszichológusok között kialakulóban levő konszenzust tükrözi, mely szerint a viselkedés az egyén és a helyzet közötti interakció függvénye.
Az interakciók 3 típusát soroltuk fel, amelyeken keresztül a helyzetek az egyén személyisége függvényévé válnak. 
1. Az első nem egyszerűen a helyzet objektív jellemzőire reagálunk, hanem azok szubjektív értelmezésére (reaktív interakció).
2. A második az, hogy személyiségünk sajátos válaszokat vált ki másokból (evokatív interakció).
3. A harmadik folyamat, ami a konzisztenciaparadoxon szempontjából a legfontosabb, a proaktív interakció: személyiségünk egyes helyzetek felkutatására és mások elkerülésére késztet minket. A mások feletti dominancia szükségét érző személy az összeütközést keresi, a szubmisszívebb egyén megpróbálja elkerülni az ilyen helyzeteket.

A proaktív interakció azzal hozza létre a viselkedés helyzetek közti konzisztenciáját, hogy az emberek aktívan keresik és alkotják azokat a helyzeteket, melyek egymáshoz ténylegesen hasonlóak.

## A behaviorista elmélet kritikája
A szociális tanuláselmélet hozzájárul a személyiségelméletekhez. A tanulási elvek megfelelő alkalmazása sikeresnek bizonyul egyes maladaptív viselkedésmódok megváltoztatásában is.